# Harm Lagaay
Harm Lagaay (Hága, 1946. december 28. –) holland autótervező, dizájner. Aktív pályája alatt több meghatározó formavilágú autót tervezett.

## Élete
Harm Lagaay szakmai pályáját 1967-ben az holland Olyslagernél kezdte Soest-ban. 1968-ban átszerződött a Simcához, majd 1971-ben került a Porsche weissachi tervező osztályára. Itt az aktuális 911-es modellek, a 924-es és a 928-as tervezésében vett részt, illetve irányította azokat. Hat év után felmondott a Porschénál és a Ford kölni tervező osztályának lett a vezetője, az Escort és a Sierra tervezésében is részt vett. 1985-ben váltott a BMW-hez, ahol vezető tervezőként dolgozott. Az ebből az időszakból származó legismertebb és legmeghatározóbb munkája az 1987-ben bemutatott BMW Z1.
1989-ben visszatért a Porschéhoz és 2004. július 1-jei nyugdíjba vonulásáig vezető tervezőként dolgozott a weissachi fejlesztőközpontban. Olyan tanulmányautók fűződnek a nevéhez, mint a Panamericana, a 989-es, illetve a szériamodellek közül a Boxster, Cayman, Carrera GT, Cayenne és a 911 sorozat típusai közül a 964-es, 993-as és az első vízhűtéses 911, a 996-os. Az utolsó munkája a 2004 és 2012 között gyártott 997-es volt.
A Porschénál 2004. november 1-jétől a korábbi Saab vezető tervező Michael Mauer vette át a helyét.

## Fordítás
Ez a szócikk részben vagy egészben  a   Harm Lagaay című német Wikipédia-szócikk ezen változatának fordításán alapul.  Az eredeti cikk szerkesztőit annak laptörténete sorolja fel. Ez a jelzés csupán a megfogalmazás eredetét és a szerzői jogokat jelzi, nem szolgál a cikkben szereplő információk forrásmegjelöléseként.